# I Congreso del Partido de los Trabajadores de Corea
El 1er Congreso del Partido de los Trabajadores de Corea del Norte  se celebró en Pyongyang, Corea del Norte, del 28 al 30 de agosto de 1946, y estableció el Partido de los Trabajadores de Corea del Norte (el precursor del Partido de los Trabajadores de Corea). El congreso es el máximo órgano del partido y está previsto que se celebre cada cuatro años. Un total de 801 delegados representaron a los 336,399 miembros del partido. El 1.er Comité Central, elegido por el congreso, eligió a Kim Tu-bong como presidente de PTCN, a Kim Il-sung y a Chu Yong-ha como vicepresidentes.

## Delegados
Elegidos por el aparato provincial del partido, 801 delegados representaron a 336,399 miembros del partido en el congreso. De los delegados, 229 estaban en la veintena, 417 en la treintena, 129 delegados en la cuarentena y 26 delegados en la cincuentena o más. Por ocupación, 183 de los delegados fueron clasificados por el aparato central del partido como obreros, 157 como campesinos, 385 como oficinistas y 76 quedaron sin clasificar. La mayoría (359) de los delegados tenían solo educación secundaria, mientras que 228 tenían solo educación primaria y 214 tenían educación universitaria o superior. Durante el gobierno japonés, 291 delegados (36 por ciento) habían sido encarcelados, mientras que 427 delegados (53 por ciento) habían permanecido en el extranjero durante el gobierno japonés.